# Afromelanichneumon capensis
Afromelanichneumon capensis là một loài tò vò trong họ Ichneumonidae.